# Бражник вьюнковый
Бражник вьюнковый (Agrius convolvuli) — бабочка из семейства бражников (Sphingidae).

## Описание

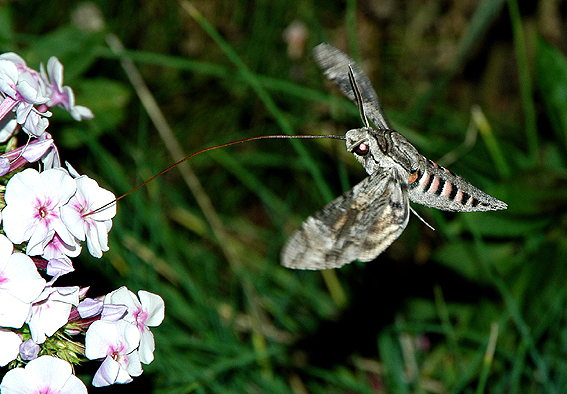
Бабочка над цветком флокса

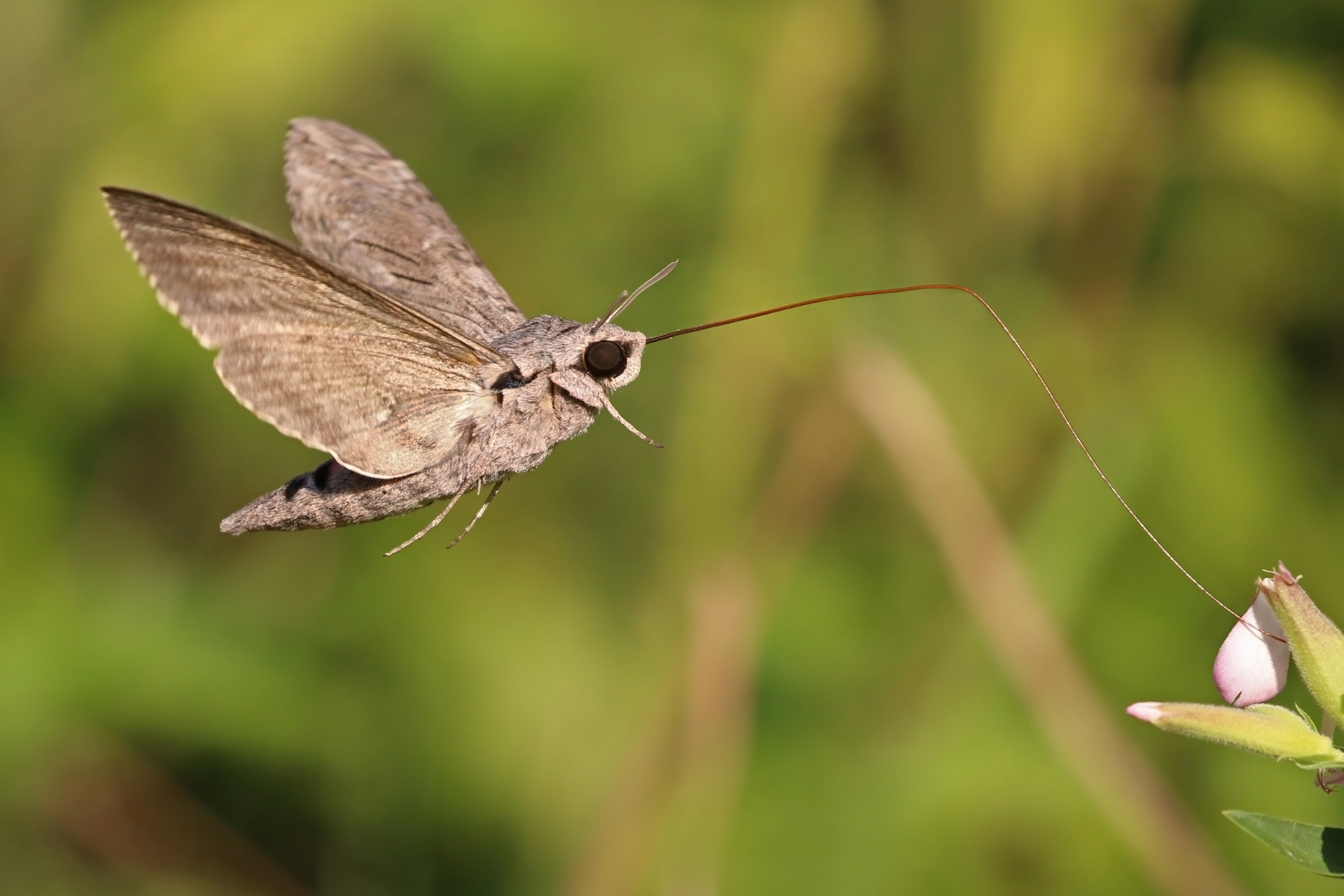

Бражник вьюнковый является вторым по величине (после мёртвой головы) европейским представителем своего семейства. Размах его крыльев достигает 110—122 мм; хоботок очень длинный: от 80 до 100 мм. Передние крылья серые с примесью бурого и белого цветов, задние крылья светло-серые с 3—4 бурыми полосами; грудь пепельно-серая; брюшко представляет чередующиеся чёрные и розовые кольца и имеет серую продольную полосу, разделённую чёрной линией.
В сумерках бражник вьюнковый летает в садах, отыскивая цветы петунии (Petunia), ночной красавицы (Mirabilis jalapa) и некоторые другие. При полёте он издает довольно громкое жужжание. Самец вьюнкового бражника испускает довольно сильный мускусный запах, выделяемый одноклеточными железами, расположенными на нижней стороне первого членика брюшка.
Гусеница достигает до 125 мм в длину; она бурого или серо-зелёного цвета с охристо-жёлтыми косыми полосами. Гусеница встречается в июле и августе и живёт главным образом на полевом вьюнке (Convolvulus arvensis); днём она прячется под обитаемыми ею растениями, однако её легко найти по наличию крупных испражнений на листьях растения. Для окукливания гусеница зарывается в землю.
Куколка стройная, бурого цвета, с сильно выдающимся хоботным влагалищем.

## Распространение
Ареал вьюнкового бражника достаточно обширен — вид можно встретить в южно-палеарктическом, Эфиопском, Ориентальном и Австралийском регионах. В России вьюнкового бражника можно встретить по югу и в средней полосе европейской части, хотя наиболее многочисленен он на Кавказе; залёты этого вида отмечались до Санкт-Петербурга, Якши (Коми), Барнаула (Алтайский край), Зейского заповедника (Амурская область), Хабаровска, а также в Приморье, на юг Сахалина и Южные Курилы. Ежегодно бабочки мигрируют из южных регионов на север, долетая до севера Скандинавии и даже до Исландии. В тёплых регионах бабочки способны давать до трёх поколений за год — с июня по октябрь. В северных регионах, как правило, на свет появляется только одно поколение бражников за год. Холодными зимами находящиеся в земле куколки могут вымерзать. Тогда в пострадавшей местности вид восстанавливается за счет миграции с юга.

Стадии развития бабочки
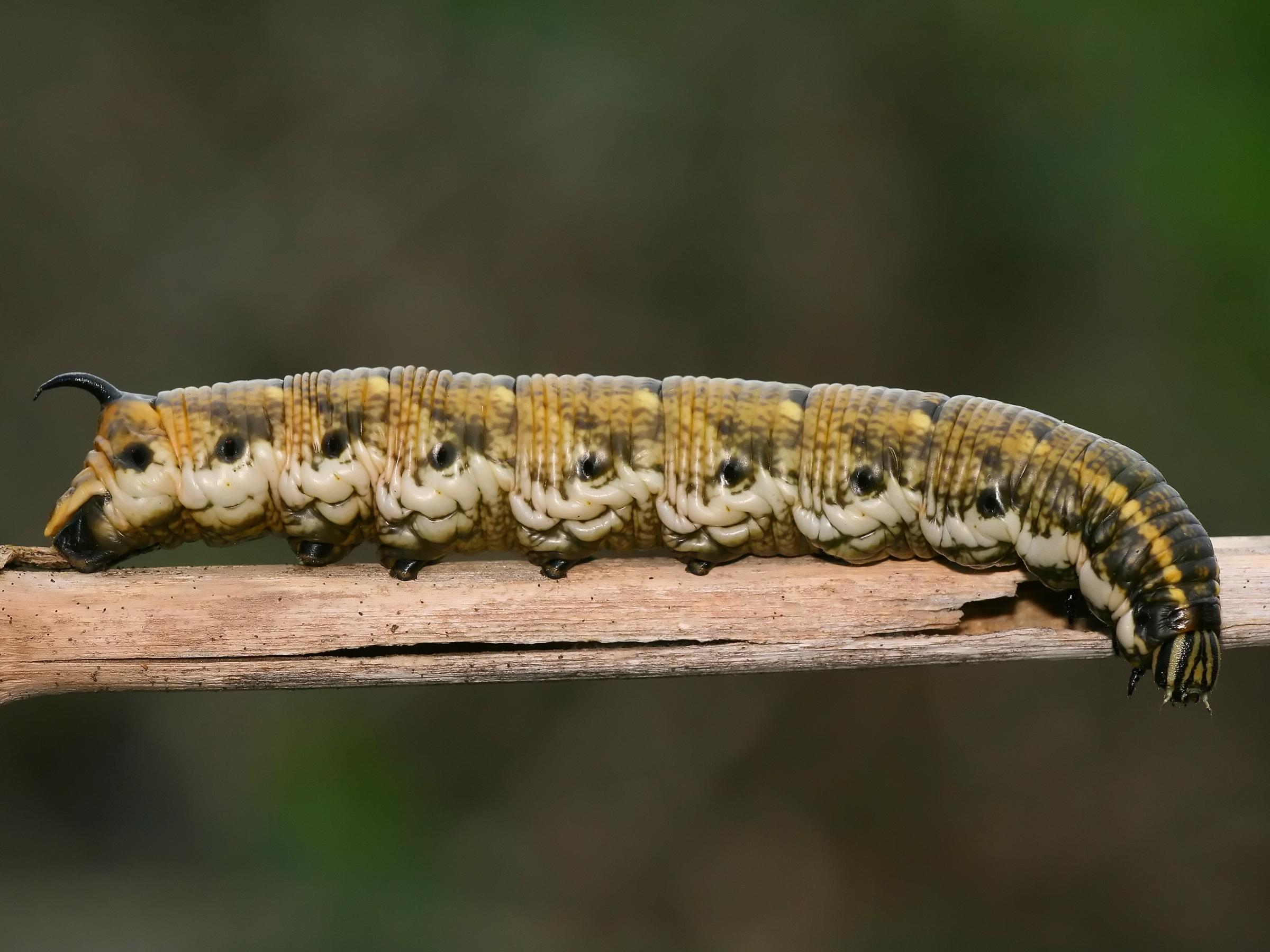
Гусеница
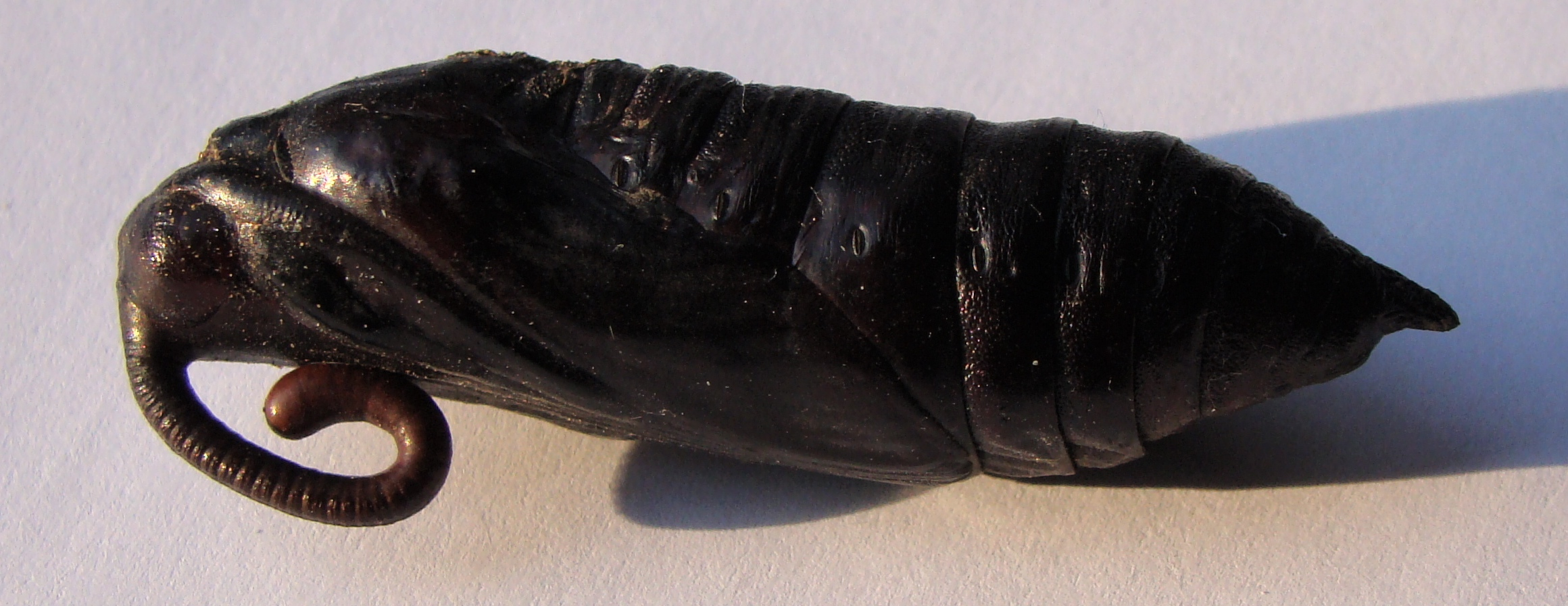
Куколка с выдающимся хоботным влагалищем
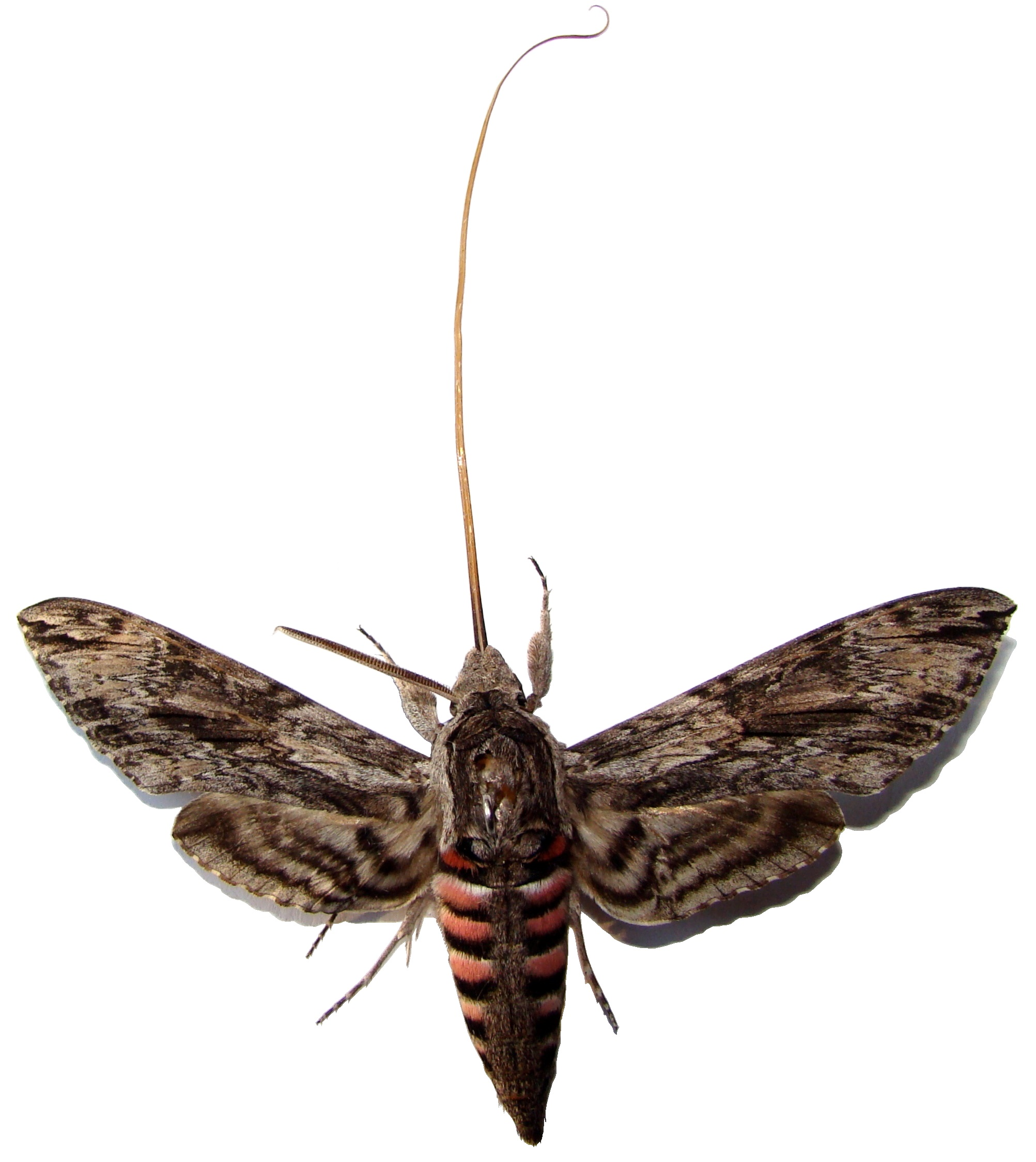
Бабочка с расправленным хоботком